# Euskaltel-Euskadi (1994-2013)
Euskaltel-Euskadi was een Spaans-Baskische wielerploeg, officieel Fundación Ciclista Euskadi - Euskadiko Txirrindularitza Iraskundea, vernoemd naar de stichting die de licentie van de ploeg beheert. De ploeg werd gesponsord door het telecommunicatiebedrijf Euskaltel en de Baskische overheid.
Het bijzondere aan het team was dat er slechts renners afkomstig uit de Spaanse regio's Baskenland en Navarra, of die in deze regio's hun sportieve loopbaan uitbouwden, voor mochten rijden. Een voorbeeld hiervan was Samuel Sánchez, die weliswaar in Oviedo (Asturië) geboren is, maar in 1997 (op 19-jarige leeftijd, in de categorie sub-23) bij het team Olarra uit de Baskische provincie Biskaia ging fietsen. Ook renners uit Frans-Baskenland mochten deel uitmaken van het team, voorbeelden hiervan zijn Romain Sicard en Pierre Cazaux. Ook de Venezolaanse wielrenner van Baskische afkomst Unai Etxebarria reed jarenlang voor Euskaltel.
Op 24 juli 2012 werd bekend dat de sponsor een project start waarbij Euskaltel onder leiding van Igor González de Galdeano door zou gaan moeten stromen naar de top van de wielersport. Daarom mag de ploeg vanaf het seizoen 2013 ook renners van buiten het Baskenland aannemen.
In augustus 2013 werd bekend dat de ploeg na het seizoen van 2013 zou ophouden met bestaan, dit ondanks de eerdere aankondiging in 2012 dat Euskaltel nog voor minstens drie jaar door wil gaan in de wielersport. Euskaltel stopt met de sponsoring en de ploeg wist geen nieuwe sponsor te vinden. Er leek nog sprake van dat Fernando Alonso de licentie van de wielerploeg zou overnemen, maar dat plan raakte al spoedig van de baan. Hierdoor verdween de ploeg aan het einde van 2013 volledig uit het peloton.

## Geschiedenis
Het team was actief sinds 1994. Aanvankelijk was het een kleiner team, met vooral veel neoprofs, waarvan de beteren doorstroomden naar grotere teams. Onder meer Joseba Beloki en Igor González de Galdeano hebben voor het team gereden. Daarna was de ploeg wat groter en trok hij ook Baskische profs van andere ploegen aan. Sinds 2001 deed het team mee aan de Ronde van Frankrijk, met het beste resultaat van de eerste jaren in 2003 toen kopmannen Haimar Zubeldia en Iban Mayo vijfde en zesde in het eindklassement werden. Mayo won ook de rit naar L'Alpe d'Huez. Het team was sinds 2005 een UCI ProTour-team. Mayo kon voor Euskaltel echter nooit meer bevestigen in de Tour, hoewel hij in 2004 wel goed reed - met onder andere een ritzege en de eindoverwinning in de Dauphiné Libéré.

### Seizoen 2005
In 2005 reed de ploeg een goede junimaand, met eindoverwinningen in zowel de Dauphiné Libéré (met Iñigo Landaluze) als de Ronde van Zwitserland (met Aitor González Jiménez). In de Tour lukte het echter opnieuw niet om een top-10-klassering te behalen; Haimar Zubeldia was de beste van het team met een 15e plek. Zubeldia had in de Tour van 2006 zijn vorm weer terug en eindigde op de 9e plaats in het algemeen klassement.

### Seizoenen 2006 en 2007
In 2006 vertrok Julián Gorospe als ploegleider, nadat hij die functie jarenlang had vervuld. Oud-Banesto-renner Jon Odriozola kwam in zijn plaats. In 2007 vervoegde Igor González de Galdeano zich bij de ploegleiding. Hij legt zich voornamelijk toe op het verbeteren van de tijdritcapaciteiten van de renners.
Iban Mayo vertrok na het seizoen 2006 naar Saunier Duval. Zo startte Zubeldia als enige kopman in de Ronde van Frankrijk 2007. Zubeldia eindigde als derde in de 15e etappe en behaalde in het eindklassement een vijfde plaats. Mikel Astarloza eindigde als 9e, terwijl Amets Txurruka het rode rugnummer kreeg voor de aanvalslustigste renner. In de Ronde van Spanje won Samuel Sánchez drie etappes, waaronder de afsluitende tijdrit, en eindigde als derde in het eindklassement.

### Seizoen 2008
De Ronde van Frankrijk 2008 begon enigszins teleurstellend. Twee van de drie kopmannen presteerden ondermaats. Alleen Sánchez eindigde hoog in het klassement (7e), door een sterke slotweek. Zijn uitstekende vorm resulteerde twee weken later in een gouden medaille in de wegrit op de Olympische Spelen van Peking. Na dit seizoen vertrok Haimar Zubeldia, naar Astana.

### Dopingschandalen 2009
In de zomer van 2009 testten Iñigo Landaluze en Mikel Astarloza positief op het gebruik van doping in controles die voor de Tour de France werden gehouden. Astarloza won die Tour nog wel een etappe.

### Seizoen 2010
Het seizoen 2010 verliep voor Euskaltel-Euskadi behoorlijk goed. Er werden nog nooit zoveel overwinningen geboekt als in dit seizoen en ook in de grotere koersen liet de ploeg van zich horen. In de voorjaarsklassiekers behaalden Igor Antón en Samuel Sánchez al een flink aantal ereplaatsen en in de Tour de France werd kopman Samuel Sánchez knap vierde. De Ronde van Spanje verliep ook buitengewoon goed met drie ritwinsten (tweemaal Igor Antón en eenmaal Mikel Nieve) en Antón lag bovendien op koers voor de overwinning, totdat hij moest opgeven vanwege een ongelukkige val.

### Seizoen 2011
Het jaar 2011 is goed begonnen voor de ploeg. Sánchez en Antón behaalden opnieuw een aantal mooie ereplaatsten en overwinningen in het voorjaar en Jonathan Castroviejo ontpopte zich als een talent in het tijdrijden door de proloog van de Ronde van Romandië en de eerste etappe van de Ronde van Madrid te winnen. In 2011 besloot de ploeg voor het eerst in een aantal jaren weer mee te doen in de Giro d'Italia. De ploeg heeft in de Giro d'Italia van 2011 twee ritzeges behaald. Igor Antón was succesvol in rit 14 en Mikel Nieve won de 15e etappe. Beide renners deden het ook redelijk goed in het algemeen klassement. Nieve werd 10e en Antón 17e. Op 14 juli weet Samuel Sánchez in de eerste Pyreneeën-rit van de Tour de France 2011 te winnen. Dit is de eerste overwinning in de Tour de France voor Euskaltel-Euskadi in twee jaar. De laatste overwinning, vóór de jongste etappezege, dateerde uit 2009 en de laatste ritzege daarvoor uit 2003. Bovendien won Samuel Sánchez de bolletjestrui. Dit is de eerste trui die Euskaltel-Euskadi naar Parijs heeft weten te brengen. Amets Txurruka was overigens al weleens de meest strijdlustige renner van de Tour geworden. Ook in de Ronde van Burgos was Euskaltel-Euskadi succesvol, want het nieuwe talent Mikel Landa en Samuel Sánchez pakten een etappe. Op 9 september 2011 wist Igor Antón een etappe in de Ronde van Spanje te winnen. Hij won op prachtige wijze in Bilbao, bijzonder omdat de Vuelta voor het eerst in decennia weer eens door het Baskenland ging. Deze overwinning betekende dat Euskaltel-Euskadi in 2011 in alle drie de grote wielerrondes minstens één etappezege heeft geboekt, een unieke prestatie.

### Seizoen 2012
In 2012 kent Euskaltel een wisselvallig jaar. In het voorjaar rijden Samuel Sánchez, Mikel Landa en Mikel Nieve een aantal ereplaatsten bij elkaar in onder meer de Ronde van het Baskenland 2012, Ronde van Catalonië 2012, GP Miguel Indurain, Ronde van Madrid en Ronde van Zwitserland 2012. Nieve wordt opnieuw 10e in de Giro d'Italia. Jon Izagirre wint een etappe in de Ronde van Italië 2012 waardoor Euskaltel voor de vijfde keer op rij een etappe pakt in een grote ronde. De Tour loopt echter uit op een fiasco. Al in de eerste week moet kopman Samuel Sánchez opgeven door een val. Ook begenadigde klimmers Mikel Astarloza, Gorka Verdugo en Amets Txurruka moeten snel opgeven. De druk komt hiermee vooral op de schouders van Gorka Izagirre en Egoi Martínez. Zij zitten vele malen mee in de ontsnapping en rijden ook een aantal ereplaatsen bij elkaar. Izagirre derde en vijfde, Martínez derde en zevende. Verder dan een voor Martínez 17e plaats in het eindklassement komt de ploeg niet. In de Ronde van Spanje 2012 was Igor Antón de kopman van de negenkoppige formatie van Euskaltel. Hij sluit de wedstrijd af met een negende plaats, maar een ritzege blijft uit voor de ploeg. Euskaltel sluit het teleurstellende seizoen af met tien overwinningen. Daarnaast kon de ploeg twee top-10 noteringen in de grote rondes bijschrijven.
Op 19 september overleed Víctor Cabedo, nadat hij tijdens de training tegen een auto aanbotste.

### Seizoen 2013
2013 is het eerste jaar met het aangepaste beleid waarin ook niet-Basken deel uitmaken van de ploeg. Het voorjaar verliep uitermate teleurstellend. Tot overmaat van ramp testte de nieuwe Russische aankoop Aleksandr Serebrjakov positief op het gebruik van doping. De eerste overwinningen werden pas in april behaald door Pablo Urtasun en Juan José Lobato in de Ronde van Castilië en León. Dit gebeurde opvallenderwijs enkele dagen nadat teammanager Igor González de Galdeano sterke kritiek had geuit op de prestaties van de ploeg. De Ronde van Italië 2013 moest de eerste grote successen op gaan leveren met Samuel Sánchez als kopman, maar verder dan een 11e stek in de eindklassering kwam Sanchez niet. Samuel Sánchez revancheerde zich in het Criterium du Dauphine door de zevende etappe te winnen. Kleine successen waren er met Robert Vrečer, winnaar berg- en tussensprintklassement Ronde van Zwitserland, en Ioannis Tamouridis, Grieks kampioen tijdrijden en wegwedstrijd. De equipe werd tijdens de Ronde van Frankrijk 2013 geleid door Igor Antón en Mikel Nieve, met als hoofddoel een etappezege. Die etappezege bleef uit, maar de Tour viel niet helemaal in het water. In meer dan de helft van de etappes werd Euskaltel vertegenwoordigd in de top 10, met als hoogtepunt de derde plaats van Nieve op de Mont Ventoux. Daarnaast haalde Mikel Nieve een 12e plaats in het eindklassement en droegen zowel hij als Juan José Lobato tijdens de Tour de bolletjestrui. Na de Tour nam de onrust in de ploeg toe omdat het voortbestaan van Euskaltel-Euskadi in het geding is. Voorafgaand aan de Clásica San Sebastián, waarin Nieve vierde en Mikel Landa zesde werd, kregen de renners te horen dat zij vrij zijn om te onderhandelen met andere ploegen. Juan José Lobato won niet veel later het Circuito de Getxo en Jon Izagirre werd tweede in het eindklassement van de Ronde van Polen 2013. In de laatste grote ronde van de ploeg, de Ronde van Spanje 2013, trad Euskaltel met de sterkste selectie aan. De kopman was Samuel Sánchez en hij werd gesteund door onder meer Nieve, Antón, Landa, Martínez en Verdugo. Het hoofddoel was een goede klassering in het eindklassement en een etappezege. De etappezege werd niet behaald en de 8e plaats van Sanchez was enigszins teleurstellend. Wel won Euskaltel het ploegenklassement. In de allerlaatste WorldTour race, de Ronde van Peking 2013. behaalde Garikoitz Bravo een 10e plaats in het eindklassement. Daarmee kwam er een einde aan 20 jaar sponsorschap van Euskadi en 15 jaar sponsorschap van Euskaltel in de wielersport.

## Grote rondes
| Jaar | Ronde van Italië   | Ronde van Italië               | Ronde van Frankrijk                                  | Ronde van Frankrijk | Ronde van Spanje                       | Ronde van Spanje                       |
| Jaar | hoogste klassering | etappewinst                    | hoogste klassering                                   | etappewinst         | hoogste klassering                     | etappewinst                            |
| ---- | ------------------ | ------------------------------ | ---------------------------------------------------- | ------------------- | -------------------------------------- | -------------------------------------- |
| 1994 | geen deelname      | geen deelname                  | geen deelname                                        | geen deelname       | 15e Íñigo Cuesta                       |                                        |
| 1995 | geen deelname      | geen deelname                  | geen deelname                                        | geen deelname       | 72e Álvaro González de Galdeano        |                                        |
| 1996 | geen deelname      | geen deelname                  | geen deelname                                        | geen deelname       | 28e Iñaki Aiarzagüena                  |                                        |
| 1997 | geen deelname      | geen deelname                  | geen deelname                                        | geen deelname       | 27e Ibon Ajuria                        |                                        |
| 1998 | geen deelname      | geen deelname                  | geen deelname                                        | geen deelname       | 7e Álvaro González de Galdeano         |                                        |
| 1999 | geen deelname      | geen deelname                  | geen deelname                                        | geen deelname       | 14e Íñigo Chaurreau                    | 19e Roberto Laiseka                    |
| 2000 | geen deelname      | geen deelname                  | geen deelname                                        | geen deelname       | 6e Roberto Laiseka 10e Haimar Zubeldia | 10e Roberto Laiseka                    |
| 2001 | geen deelname      | geen deelname                  | 28e Roberto Laiseka                                  | 14e Roberto Laiseka | 11e Iban Mayo                          |                                        |
| 2002 | geen deelname      | geen deelname                  | 39e Haimar Zubeldia                                  |                     | 5e Iban Mayo                           |                                        |
| 2003 | geen deelname      | geen deelname                  | 5e Haimar Zubeldia 6e Iban Mayo                      | 8e Iban Mayo        | 18e Iker Flores                        | 4e Unai Etxebarria                     |
| 2004 | geen deelname      | geen deelname                  | 41e Egoi Martínez                                    |                     | 15e Samuel Sánchez                     |                                        |
| 2005 | 17e Samuel Sánchez |                                | 15e Haimar Zubeldia                                  |                     | 10e Samuel Sánchez                     | 11e Roberto Laiseka 13e Samuel Sánchez |
| 2006 | 35e Iker Flores    |                                | 9e Haimar Zubeldia                                   |                     | 7e Samuel Sánchez                      | 13e Samuel Sánchez 16e Igor Antón      |
| 2007 | 68e Markel Irizar  |                                | 5e Haimar Zubeldia 9e Mikel Astarloza Amets Txurruka |                     | Samuel Sánchez · 8e Igor Antón         | 15e, 19e en 20e Samuel Sánchez         |
| 2008 | 54e Iván Velasco   |                                | 7e Samuel Sánchez                                    |                     | 9e Egoi Martínez                       |                                        |
| 2009 | geen deelname      | geen deelname                  | 11e Mikel Astarloza 44e Egoi Martínez                | 16e Mikel Astarloza | Samuel Sánchez                         |                                        |
| 2010 | geen deelname      | geen deelname                  | Samuel Sánchez                                       |                     | 10e Mikel Nieve                        | 4e en 11e Igor Antón 16e Mikel Nieve   |
| 2011 | 10e Mikel Nieve    | 14e Igor Antón 15e Mikel Nieve | 6e Samuel Sánchez                                    | 12e Samuel Sánchez  | 10e Mikel Nieve                        | 19e Igor Antón                         |
| 2012 | 10e Mikel Nieve    | 16e Jon Izagirre               | 17e Egoi Martínez                                    |                     | 9e Igor Antón                          |                                        |
| 2013 | 12e Samuel Sánchez |                                | 12e Mikel Nieve                                      |                     | 8e Samuel Sánchez                      |                                        |